# Klasyfikacja medalowa Zimowych Igrzysk Olimpijskich 1988

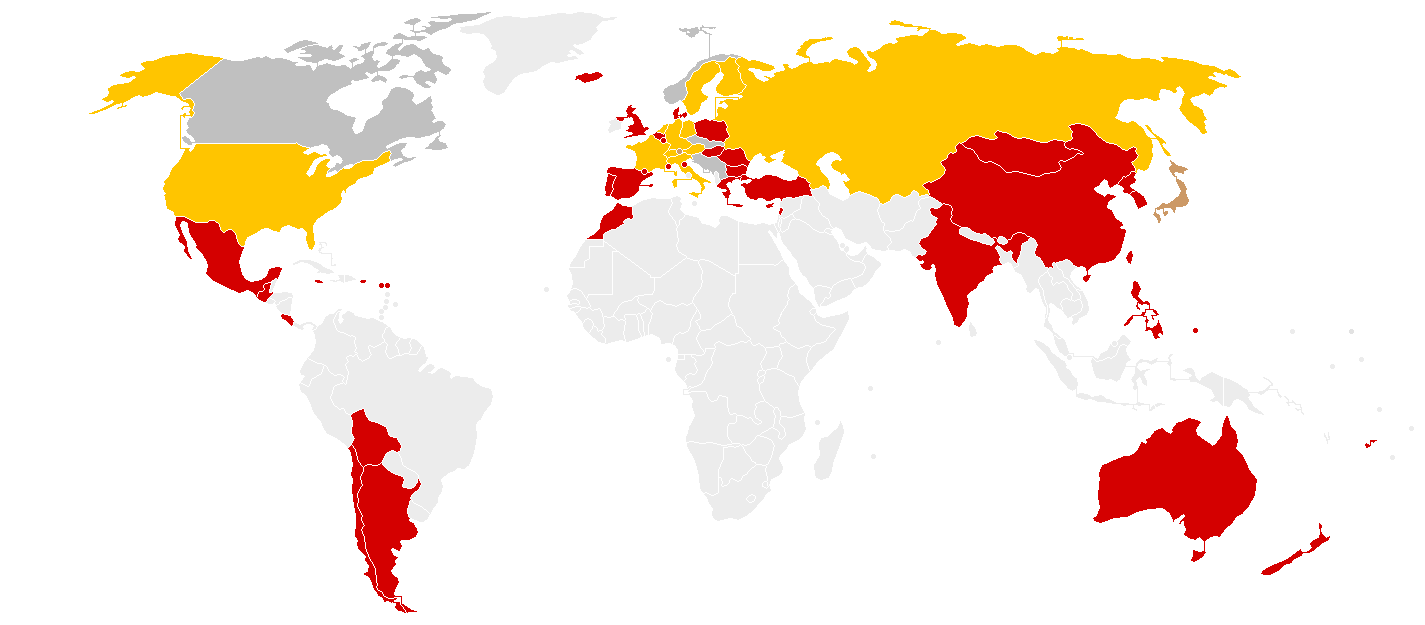
Państwa uczestniczące w Zimowych Igrzyskach Olimpijskich 1988
zdobywcy co najmniej jednego złotego medalu
zdobywcy co najmniej jednego srebrnego medalu
zdobywcy co najmniej jednego brązowego medalu
państwa bez medalu
państwa nieuczestniczące w igrzyskach

     zdobywcy co najmniej jednego złotego medalu
     zdobywcy co najmniej jednego srebrnego medalu
     zdobywcy co najmniej jednego brązowego medalu
     państwa bez medalu
     państwa nieuczestniczące w igrzyskach
Klasyfikacja medalowa Zimowych Igrzysk Olimpijskich 1988 – zestawienie państw, reprezentowanych przez narodowe komitety olimpijskie, uszeregowanych pod względem liczby zdobytych medali na XV Zimowych Igrzyskach Olimpijskich w 1988 roku w Calgary.
Na igrzyskach w Calgary przeprowadzono 46 konkurencji w 10 dyscyplinach sportowych, czyli o 7 więcej niż podczas poprzednich zimowych igrzysk, które odbyły się w 1984 roku w Sarajewie. Konkurencjami debiutującymi w igrzyskach olimpijskich były konkursy drużynowe w skokach narciarskich i kombinacji norweskiej, bieg na 5000 metrów kobiet w łyżwiarstwie szybkim oraz supergigant kobiet i mężczyzn w narciarstwie alpejskim. Po 40-letniej przerwie rozegrano również kombinację alpejską kobiet i mężczyzn. Przeprowadzono również zawody w czterech dyscyplinach pokazowych – curlingu (turnieje kobiet i mężczyzn), narciarstwie dowolnym (jazda po muldach, skoki akrobatyczne i balet na nartach – wszystkie konkurencje wśród kobiet i mężczyzn), short tracku (po pięć biegów kobiet i mężczyzn) i narciarstwie niepełnosprawnych (biegi osób niewidomych z pilotami i slalom gigant osób z amputowanymi kończynami do kolan).
W igrzyskach olimpijskich wzięło udział 1426 sportowców (1111 mężczyzn i 315 kobiet) z 57 narodowych reprezentacji. Dla sześciu państw – Antyli Holenderskich, Fidżi, Guamu, Gwatemali, Jamajki i Wysp Dziewiczych Stanów Zjednoczonych – występ w Calgary był debiutem w zimowych igrzyskach olimpijskich. Dla Guamu był to ponadto pierwszy start olimpijski, zarówno w letnich i zimowych edycjach igrzysk.
Medale wywalczyli reprezentanci 17 państw, co oznacza, że 40 reprezentacji zakończyło igrzyska z zerowym dorobkiem medalowym.
Pierwsze miejsce w klasyfikacji medalowej zajęła reprezentacja Związku Socjalistycznych Republik Radzieckich z 11 złotymi, 9 srebrnymi i 9 brązowymi medalami. Był to najlepszy występ tej reprezentacji w zimowych edycjach igrzysk od 1976 roku. Jednocześnie reprezentacja ZSRR, zdobywając 29 medali, ustanowiła nowy rekord liczby medali wywalczonych podczas jednych zimowych igrzysk olimpijskich.
Kanada, która po raz drugi była organizatorem igrzysk olimpijskich (wcześniej w 1976 roku odbyły się letnie igrzyska w Montrealu), uzyskała najlepszy wynik medalowy na zimowych igrzyskach od 1932 roku. Dla trzech reprezentacji występ w Calgary był najlepszym w historii zimowych startów – dla Niemieckiej Republiki Demokratycznej były to czwarte zimowe igrzyska z dziewięcioma złotymi medalami, dla Szwajcarii był to zarazem najlepszy start w letnich i zimowych igrzyskach od letnich igrzysk w 1948 roku, a dla Jugosławii były to drugie zimowe igrzyska z medalami.
Reprezentacja Austrii uzyskała najlepszy wynik medalowy na igrzyskach olimpijskich od zimowej edycji w 1964 roku. Po raz pierwszy od igrzysk w Grenoble złoty medal zimowych igrzysk olimpijskich zdobyli reprezentanci Francji. Mistrzem olimpijskim dla tego kraju został alpejczyk Franck Piccard. Najlepsze starty w zimowych igrzyskach od 1972 roku odnotowały zespoły Holandii i Włoch. Po raz czwarty igrzyska z medalem olimpijskim zakończył Liechtenstein.
Po raz pierwszy ani jednego złotego medalu zimowych igrzysk olimpijskich nie zdobyli reprezentanci Norwegii. Reprezentacja Stanów Zjednoczonych zaliczyła najsłabszy występ w igrzyskach olimpijskich od 1968 roku, biorąc pod uwagę liczbę złotych medali, i od 1936 roku, licząc sumę wszystkich medali. Występ Wielkiej Brytanii w Calgary był pierwszym od Zimowych Igrzysk Olimpijskich 1972 startem olimpijskim tej reprezentacji, podczas którego nie zdobyła ona ani jednego medalu.
Multimedalistami igrzysk olimpijskich w Calgary zostało 41 sportowców, spośród których 24 przynajmniej raz zdobyło złoty medal olimpijski. Najbardziej utytułowanymi zawodnikami igrzysk zostali: holenderska panczenistka Yvonne van Gennip i fiński skoczek narciarski Matti Nykänen, którzy wywalczyli po trzy złote medale olimpijskie. Trzykrotnie na podium olimpijskim stanęli także: Tamara Tichonowa, Marjo Matikainen i Władimir Smirnow w biegach narciarskich, Walerij Miedwiedcew w biathlonie oraz Karin Enke i Andrea Ehrig-Mitscherlich w łyżwiarstwie szybkim.

## Klasyfikacja państw
Poniższa tabela przedstawia klasyfikację medalową państw, które zdobyły medale na Zimowych Igrzyskach Olimpijskich 1988 w Calgary, sporządzoną na podstawie oficjalnych raportów Międzynarodowego Komitetu Olimpijskiego. Klasyfikacja posortowana jest najpierw według liczby osiągniętych medali złotych, następnie srebrnych, a na końcu brązowych. W przypadku, gdy dwa kraje zdobyły tę samą liczbę medali wszystkich kolorów, o kolejności zdecydował porządek alfabetyczny.
| Miejsce | Państwo        | Złoto | Srebro | Brąz | Razem |
| ------- | -------------- | ----- | ------ | ---- | ----- |
| 1.      | ZSRR           | 11    | 9      | 9    | 29    |
| 2.      | NRD            | 9     | 10     | 6    | 25    |
| 3.      | Szwajcaria     | 5     | 5      | 5    | 15    |
| 4.      | Finlandia      | 4     | 1      | 2    | 7     |
| 5.      | Szwecja        | 4     | –      | 2    | 6     |
| 6.      | Austria        | 3     | 5      | 2    | 10    |
| 7.      | Holandia       | 3     | 2      | 2    | 7     |
| 8.      | RFN            | 2     | 4      | 2    | 8     |
| 9.      | USA            | 2     | 1      | 3    | 6     |
| 10.     | Włochy         | 2     | 1      | 2    | 5     |
| 11.     | Francja        | 1     | –      | 1    | 2     |
| 12.     | Norwegia       | –     | 3      | 2    | 5     |
| 13.     | Kanada         | –     | 2      | 3    | 5     |
| 14.     | Jugosławia     | –     | 2      | 1    | 3     |
| 15.     | Czechosłowacja | –     | 1      | 2    | 3     |
| 16.     | Japonia        | –     | –      | 1    | 1     |
| 16.     | Liechtenstein  | –     | –      | 1    | 1     |
| Razem   | Razem          | 46    | 46     | 46   | 138   |

## Klasyfikacje według dyscyplin

### Biathlon
Zawody biathlonowe w Calgary składały się z tych samych konkurencji, co podczas poprzednich igrzysk olimpijskich. Biathloniści rywalizowali w dwóch konkurencjach indywidualnych (na 10 i 20 km) i w sztafecie.
W obu konkurencjach indywidualnych złote medale zdobył reprezentant Niemieckiej Republiki Demokratycznej, Frank-Peter Roetsch. Został tym samym pierwszym biathlonistą w historii, który triumfował w obu biegach indywidualnych podczas jednej edycji igrzysk. Złoto w sztafecie po raz szósty z rzędu zdobyli biathloniści ze Związku Socjalistycznych Republik Radzieckich. W składzie sztafety radzieckiej znaleźli się dwaj medaliści zawodów indywidualnych: Walerij Miedwiedcew i Siergiej Czepikow. Miedwiedcew zdobył dwa srebrne medale w biegach indywidualnych, a Czepikow jeden brązowy. Multimedalistą igrzysk w Calgary został również Włoch Johann Passler z dwoma brązowymi medalami.
| Miejsce | Państwo | Złoto | Srebro | Brąz | Razem |
| ------- | ------- | ----- | ------ | ---- | ----- |
| 1.      | NRD     | 2     | –      | –    | 2     |
| 2.      | ZSRR    | 1     | 2      | 1    | 4     |
| 3.      | RFN     | –     | 1      | –    | 1     |
| 4.      | Włochy  | –     | –      | 2    | 2     |
| Razem   | Razem   | 3     | 3      | 3    | 9     |

### Biegi narciarskie
Biegacze i biegaczki w Calgary rywalizowali w ośmiu konkurencjach – sześciu biegach indywidualnych i dwóch sztafetowych. Konkurencje nie uległy zmianie w porównaniu do poprzednich igrzysk.
Rywalizację zdominowali reprezentanci Związku Radzieckiego. Wywalczyli łącznie 13 medali – 5 złotych, 5 srebrnych i 3 brązowe, dzięki czemu ustanowili rekord pod względem liczby medali zdobytych w biegach narciarskich podczas jednych zimowych igrzysk olimpijskich. Jedyną konkurencją biegową, w której reprezentanci ZSRR nie zdobyli medalu, był bieg mężczyzn na 50 km, w którym triumfował Szwed Gunde Svan przed Włochem Maurilio De Zoltem i Szwajcarem Andim Grünenfelderem. Z kolei w biegu kobiet na 20 km wszystkie miejsca na podium zajęły biegaczki radzieckie – Tamara Tichonowa (złoto), Anfisa Riezcowa (srebro) i Raisa Smietanina (brąz).
Najbardziej utytułowaną biegaczką igrzysk została Tamara Tichonowa z trzema medalami – dwoma złotymi i jednym srebrnym. Po trzy medale olimpijskie zdobyli również Marjo Matikainen (złoty i dwa brązowe) i Władimir Smirnow (dwa srebrne i jeden brązowy). Multimedalistami igrzysk w Calgary zostali ponadto: Gunde Svan (dwa złota), Anfisa Riezcowa, Aleksiej Prokurorow i Michaił Diewiatjarow (złoto i srebro) oraz Vida Vencienė (złoto i brąz).
| Miejsce | Państwo        | Złoto | Srebro | Brąz | Razem |
| ------- | -------------- | ----- | ------ | ---- | ----- |
| 1.      | ZSRR           | 5     | 5      | 3    | 13    |
| 2.      | Szwecja        | 2     | –      | –    | 2     |
| 3.      | Finlandia      | 1     | –      | 2    | 3     |
| 4.      | Norwegia       | –     | 2      | 1    | 3     |
| 5.      | Włochy         | –     | 1      | –    | 1     |
| 6.      | Czechosłowacja | –     | –      | 1    | 1     |
| 6.      | Szwajcaria     | –     | –      | 1    | 1     |
| Razem   | Razem          | 8     | 8      | 8    | 24    |

### Bobsleje
Rywalizacja bobsleistów w Calgary składała się, tak jak w Sarajewie, z dwóch konkurencji – czwórek i dwójek.
Medale wywalczyli reprezentanci trzech państw – Związku Socjalistycznych Republik Radzieckich, Niemieckiej Republiki Demokratycznej i Szwajcarii. Czterech zawodników zdobyło po dwa medale olimpijskie – Jānis Ķipurs i Władimir Kozłow (złoto i brąz) oraz Wolfgang Hoppe i Bogdan Musiol (dwa razy srebro). Medal Kipursa i Kozłowa w dwójkach był pierwszym złotem olimpijskim wywalczonym dla ZSRR w bobslejach.
Kolorytu rywalizacji bobsleistów dodał występ jamajskiej czwórki, który stał się inspiracją do filmu Reggae na lodzie.
| Miejsce | Państwo    | Złoto | Srebro | Brąz | Razem |
| ------- | ---------- | ----- | ------ | ---- | ----- |
| 1.      | ZSRR       | 1     | –      | 1    | 2     |
| 2.      | Szwajcaria | 1     | –      | –    | 1     |
| 3.      | NRD        | –     | 2      | 1    | 3     |
| Razem   | Razem      | 2     | 2      | 2    | 6     |

### Hokej na lodzie
W turnieju hokejowym mężczyzn złoty medal olimpijski zdobyli zawodnicy ze Związku Radzieckiego, srebro wywalczyli Finowie, a brąz Szwedzi. Złoto radzieckich hokeistów było dziewiątym medalem olimpijskim, w tym siódmym złotym, dla tego kraju w hokeju na lodzie. Srebrny medal Finów był z kolei pierwszym zdobytym dla Finlandii w hokeju na lodzie od początku rozgrywania igrzysk olimpijskich. Szwecja po raz trzeci z rzędu zakończyła turniej olimpijski na trzecim miejscu.
Najlepszym hokeistą igrzysk został Władimir Krutow, który zdobył 15 punktów dla swojego zespołu. Dla niego, Wiaczesława Fietisowa, Aleksieja Kasatonowa i Siergieja Makarowa złoty medal zdobyty w Calgary był trzecim medalem olimpijskim w karierze po srebrze w Lake Placid i złocie w Sarajewie.
| Miejsce | Państwo   | Złoto | Srebro | Brąz | Razem |
| ------- | --------- | ----- | ------ | ---- | ----- |
| 1.      | ZSRR      | 1     | –      | –    | 1     |
| 2.      | Finlandia | –     | 1      | –    | 1     |
| 3.      | Szwecja   | –     | –      | 1    | 1     |
| Razem   | Razem     | 1     | 1      | 1    | 3     |

### Kombinacja norweska
Do kalendarza olimpijskiego w 1988 roku włączono konkurs drużynowy w kombinacji norweskiej. Jednocześnie w Calgary po raz pierwszy olimpijską rywalizację w konkursie indywidualnym rozegrano metodą Gundersena.
Pierwszymi drużynowymi mistrzami olimpijskimi zostali Niemcy Hans-Peter Pohl, Hubert Schwarz i Thomas Müller. Z kolei pierwszymi w historii dwuboistami, którzy zdobyli po dwa medale olimpijskie w trakcie jednych igrzysk, zostali Hippolyt Kempf (złoto i srebro) oraz Klaus Sulzenbacher (srebro i brąz).
| Miejsce | Państwo    | Złoto | Srebro | Brąz | Razem |
| ------- | ---------- | ----- | ------ | ---- | ----- |
| 1.      | Szwajcaria | 1     | 1      | –    | 2     |
| 2.      | RFN        | 1     | –      | –    | 1     |
| 3.      | Austria    | –     | 1      | 1    | 2     |
| 4.      | ZSRR       | –     | –      | 1    | 1     |
| Razem   | Razem      | 2     | 2      | 2    | 6     |

### Łyżwiarstwo figurowe
Konkurencje łyżwiarstwa figurowego w Calgary były takie same jak cztery lata wcześniej w Sarajewie – rozegrano zawody solistów, solistek, par sportowych i par tanecznych.
Żaden z łyżwiarzy figurowych nie zdobył więcej niż jednego medalu olimpijskiego podczas igrzysk w Calgary. Największy dorobek medalowy mieli na koncie reprezentanci Związku Radzieckiego, którzy zdobyli pięć medali – dwa złote, dwa srebrne i jeden brązowy. Po raz pierwszy w historii zdarzyło się, że na jednych igrzyskach wszystkie złote i srebrne medale w obu konkurencjach par zdobyli przedstawiciele jednego kraju. W konkurencji par sportowych radzieccy łyżwiarze zdobyli siódme złoto olimpijskie z rzędu, a w parach tanecznych złoto i srebro zdobyły pary, które podczas poprzednich igrzysk stanęły na drugim i trzecim stopniu olimpijskiego podium.
Reprezentantka Niemieckiej Republiki Demokratycznej, Katarina Witt została drugą zawodniczką w historii, po Sonji Henie (1928, 1932, 1936), która obroniła tytuł mistrzyni olimpijskiej w rywalizacji solistek. Wśród mężczyzn srebrny medal z Sarajewa obronił Kanadyjczyk Brian Orser.
| Miejsce | Państwo | Złoto | Srebro | Brąz | Razem |
| ------- | ------- | ----- | ------ | ---- | ----- |
| 1.      | ZSRR    | 2     | 2      | 1    | 5     |
| 2.      | USA     | 1     | –      | 1    | 2     |
| 3.      | NRD     | 1     | –      | –    | 1     |
| 4.      | Kanada  | –     | 2      | 1    | 3     |
| Razem   | Razem   | 4     | 4      | 4    | 12    |

### Łyżwiarstwo szybkie
Panczeniści i panczenistki rywalizowali w Calgary w dziesięciu biegach indywidualnych. Wśród kobiet i mężczyzn rozegrano biegi na 500, 1000, 1500 i 5000 metrów, wśród kobiet ponadto na 3000, a wśród mężczyzn na 10 000 metrów. Bieg kobiet na 5000 metrów był konkurencją debiutującą w igrzyskach olimpijskich.
Najbardziej utytułowaną łyżwiarką igrzysk została Holenderka Yvonne van Gennip, która zdobyła trzy złote medale olimpijskie – w biegach na 3000 i 5000 metrów ustanowiła rekordy świata, a w biegu na 1500 metrów rekord olimpijski. W rywalizacji mężczyzn dwa tytuły mistrza olimpijskiego zdobył Szwed Tomas Gustafson. Ponadto multimedalistami igrzysk w Calgary zostali: Uwe-Jens Mey, Christa Rothenburger (złoto i srebro), Bonnie Blair (złoto i brąz), Karin Enke, Andrea Ehrig-Mitscherlich (dwa razy srebro i raz brąz), Michael Hadschieff, Leo Visser (srebro i brąz) oraz Gabriele Schönbrunn (dwa razy brąz).
Ze względu na zastosowanie innowacyjnej technologii w nowej hali do łyżwiarstwa szybkiego wielokrotnie ustanawiano i poprawiano rekordy świata. Najwięcej, bo szesnastokrotnie, poprawiano rekord świata na dystansie 10 000 m mężczyzn.
| Miejsce | Państwo  | Złoto | Srebro | Brąz | Razem |
| ------- | -------- | ----- | ------ | ---- | ----- |
| 1.      | NRD      | 3     | 6      | 4    | 13    |
| 2.      | Holandia | 3     | 2      | 2    | 7     |
| 3.      | Szwecja  | 2     | –      | –    | 2     |
| 4.      | USA      | 1     | 1      | 1    | 3     |
| 5.      | ZSRR     | 1     | –      | 1    | 2     |
| 6.      | Austria  | –     | 1      | 1    | 2     |
| 7.      | Japonia  | –     | –      | 1    | 1     |
| Razem   | Razem    | 10    | 10     | 10   | 30    |

### Narciarstwo alpejskie
Na igrzyskach w Calgary po raz pierwszy rozdano medale olimpijskie w supergigancie kobiet i mężczyzn. Ponadto, po 40-letniej przerwie, w kalendarzu olimpijskim znalazła się rywalizacja w kombinacji alpejskiej.
Najwięcej medali olimpijskich w narciarstwie alpejskim zdobyli reprezentanci Szwajcarii, w dorobku których znalazło się 11 medali – 3 złote, 4 srebrne i 4 brązowe. Po dwa złota olimpijskie zdobyli Alberto Tomba i Verena Schneider, co uczyniło ich najbardziej utytułowanymi alpejczykami igrzysk w Calgary. Oboje triumfowali w slalomie i slalomie gigancie. Dwukrotnie na podium olimpijskim stanęli również: Pirmin Zurbriggen, Franck Piccard, Hubert Strolz (złoto i srebro), Brigitte Oertli (dwa razy srebro), Christa Kinshofer (srebro i brąz) oraz Karen Percy (dwa razy brąz).
| Miejsce | Państwo       | Złoto | Srebro | Brąz | Razem |
| ------- | ------------- | ----- | ------ | ---- | ----- |
| 1.      | Szwajcaria    | 3     | 4      | 4    | 11    |
| 2.      | Austria       | 2     | 3      | –    | 5     |
| 3.      | RFN           | 2     | 2      | 1    | 5     |
| 4.      | Włochy        | 2     | –      | –    | 2     |
| 5.      | Francja       | 1     | –      | 1    | 2     |
| 6.      | Jugosławia    | –     | 1      | –    | 1     |
| 7.      | Kanada        | –     | –      | 2    | 2     |
| 8.      | Liechtenstein | –     | –      | 1    | 1     |
| 8.      | Szwecja       | –     | –      | 1    | 1     |
| Razem   | Razem         | 10    | 10     | 10   | 30    |

### Saneczkarstwo
Konkurencje saneczkarskie rozgrywane w Calgary nie zmieniły się w porównaniu do igrzysk w Sarajewie – przeprowadzono zawody w jedynkach i dwójkach mężczyzn oraz jedynkach kobiet.
Rywalizację zdominowali reprezentanci Niemieckiej Republiki Demokratycznej, którzy zdobyli wszystkie złote i srebrne medale olimpijskie, a ponadto jeden brązowy. Po jednym brązowym medalu wywalczyli saneczkarze z ZSRR i RFN. Żaden z zawodników nie stanął na podium olimpijskim więcej niż raz.
Tytuł mistrzyni olimpijskiej z Sarajewa obroniła Steffi Martin, zostając tym samym pierwszą kobietą, która zdobyła złoty medal olimpijski w saneczkarstwie na dwóch igrzyskach olimpijskich z rzędu.
| Miejsce | Państwo | Złoto | Srebro | Brąz | Razem |
| ------- | ------- | ----- | ------ | ---- | ----- |
| 1.      | NRD     | 3     | 3      | 1    | 7     |
| 2.      | RFN     | –     | –      | 1    | 1     |
| 2.      | ZSRR    | –     | –      | 1    | 1     |
| Razem   | Razem   | 3     | 3      | 3    | 9     |

### Skoki narciarskie
W skokach narciarskich na igrzyskach w Calgary, poza dotychczas rozgrywanymi dwoma konkursami indywidualnymi, po raz pierwszy przeprowadzono rywalizację drużynową na dużej skoczni.
Oba konkursy indywidualne – na dużej i normalnej skoczni – wygrał Matti Nykänen, za każdym razem uzyskując kilkunastopunktową przewagę nad drugim zawodnikiem. Został tym samym pierwszym skoczkiem narciarskim, który triumfował w obu konkursach podczas jednych igrzysk olimpijskich. Jednocześnie stał się pierwszym skoczkiem, w dorobku którego znalazły się trzy złota olimpijskie (zdobył złoto również na dużej skoczni podczas poprzednich igrzysk). Nykänen, wspólnie z Ari-Pekką Nikkolą, Tuomo Ylipullim i Jarim Puikkonenem, zdobył także złoty medal w rywalizacji drużynowej. Nykänen stał się zatem pierwszym w historii skoczkiem z trzema złotymi medalami wywalczonymi w trakcie jednych igrzysk oraz pierwszym, który w karierze wywalczył cztery złota olimpijskie.
Multimedalistami igrzysk w Calgary zostali też Erik Johnsen i Matjaž Debelak – obaj zdobyli po jednym srebrnym i jednym brązowym medalu.
| Miejsce | Państwo        | Złoto | Srebro | Brąz | Razem |
| ------- | -------------- | ----- | ------ | ---- | ----- |
| 1.      | Finlandia      | 3     | –      | –    | 3     |
| 2.      | Czechosłowacja | –     | 1      | 1    | 2     |
| 2.      | Jugosławia     | –     | 1      | 1    | 2     |
| 2.      | Norwegia       | –     | 1      | 1    | 2     |
| Razem   | Razem          | 3     | 3      | 3    | 9     |

## Multimedaliści
41 sportowców zdobyło w Calgary więcej niż jeden medal, a 24 spośród nich wywalczyło przynajmniej jedno złoto. Najwięcej – dziewięcioro – multimedalistów startowało w barwach Związku Socjalistycznych Republik Radzieckich. Siedmioro z multimedalistów stawało na podium olimpijskim w biegach narciarskich, po pięcioro w łyżwiarstwie szybkim i narciarstwie alpejskim, trzech w biathlonie, dwóch w bobslejach i po jednym w kombinacji norweskiej i skokach narciarskich.
Ośmioro sportowców zdobyło w Calgary po trzy medale olimpijskie, z czego pięcioro miało na koncie przynajmniej jeden złoty medal. Najbardziej utytułowanymi olimpijczykami z Calgary zostali: holenderska panczenistka Yvonne van Gennip i fiński skoczek narciarski Matti Nykänen. Oboje zdobyli po trzy złote medale.
Poniższa tabela przedstawia indywidualne zestawienie multimedalistów Zimowych Igrzysk Olimpijskich 1988, czyli zawodników i zawodniczek, którzy zdobyli więcej niż jeden medal olimpijski na tych igrzyskach, w tym przynajmniej jeden złoty.
| Miejsce | Zawodnik             | Państwo    | Dyscyplina            | Złoto | Srebro | Brąz | Razem |
| ------- | -------------------- | ---------- | --------------------- | ----- | ------ | ---- | ----- |
| 1.      | Yvonne van Gennip    | Holandia   | łyżwiarstwo szybkie   | 3     | –      | –    | 3     |
| 1.      | Matti Nykänen        | Finlandia  | skoki narciarskie     | 3     | –      | –    | 3     |
| 3.      | Tamara Tichonowa     | ZSRR       | biegi narciarskie     | 2     | 1      | –    | 3     |
| 4.      | Tomas Gustafson      | Szwecja    | łyżwiarstwo szybkie   | 2     | –      | –    | 2     |
| 4.      | Frank-Peter Roetsch  | NRD        | biathlon              | 2     | –      | –    | 2     |
| 4.      | Verena Schneider     | Szwajcaria | narciarstwo alpejskie | 2     | –      | –    | 2     |
| 4.      | Gunde Svan           | Szwecja    | biegi narciarskie     | 2     | –      | –    | 2     |
| 4.      | Alberto Tomba        | Włochy     | narciarstwo alpejskie | 2     | –      | –    | 2     |
| 9.      | Walerij Miedwiedcew  | ZSRR       | biathlon              | 1     | 2      | –    | 3     |
| 10.     | Michaił Diewiatjarow | ZSRR       | biegi narciarskie     | 1     | 1      | –    | 2     |
| 10.     | Hippolyt Kempf       | Szwajcaria | kombinacja norweska   | 1     | 1      | –    | 2     |
| 10.     | Uwe-Jens Mey         | NRD        | łyżwiarstwo szybkie   | 1     | 1      | –    | 2     |
| 10.     | Franck Piccard       | Francja    | narciarstwo alpejskie | 1     | 1      | –    | 2     |
| 10.     | Aleksiej Prokurorow  | ZSRR       | biegi narciarskie     | 1     | 1      | –    | 2     |
| 10.     | Anfisa Riezcowa      | ZSRR       | biegi narciarskie     | 1     | 1      | –    | 2     |
| 10.     | Christa Rothenburger | NRD        | łyżwiarstwo szybkie   | 1     | 1      | –    | 2     |
| 10.     | Hubert Strolz        | Austria    | narciarstwo alpejskie | 1     | 1      | –    | 2     |
| 10.     | Pirmin Zurbriggen    | Szwajcaria | narciarstwo alpejskie | 1     | 1      | –    | 2     |
| 19.     | Marjo Matikainen     | Finlandia  | biegi narciarskie     | 1     | –      | 2    | 3     |
| 20.     | Bonnie Blair         | USA        | łyżwiarstwo szybkie   | 1     | –      | 1    | 2     |
| 20.     | Siergiej Czepikow    | ZSRR       | biathlon              | 1     | –      | 1    | 2     |
| 20.     | Jānis Ķipurs         | ZSRR       | bobsleje              | 1     | –      | 1    | 2     |
| 20.     | Władimir Kozłow      | ZSRR       | bobsleje              | 1     | –      | 1    | 2     |
| 20.     | Vida Vencienė        | ZSRR       | biegi narciarskie     | 1     | –      | 1    | 2     |